# Кондрашова, Анастасия Петровна
Анастасия Петровна Кондрашова (родилась 10 марта 1991 года) — российская регбистка, игрок клуба «ЦОП-Москомспорт» (ранее ЦОП-Крылатское) и сборных России.

## Биография
Занималась регби в Ростове, играла за команду Ростовской академии сельхозмашиностроения. В 2008 году была вызвана в расположение женской сборной России по регбилиг для участия в чемпионате мира по регбилиг в Австралии. Позже выступала за «Химки» (до 2016 года), ныне представляет «ЦОП-Москомспорт».
Анастасия является трижды бронзовым призёром чемпионатов Европы по регби-15 (с 2014 по 2016 годы). В 2017, 2018 и 2019 годах становилась чемпионкой Европы по пляжному регби: в 2017 году признана лучшим игроком чемпионата (в рейтинге лучших игроков недели по версии радиостанции Спорт FM заняла 2-е место в голосовании 25 июля того года), в 2019 году в финале против итальянок сравняла счёт (победа 2:1).